# Kim tự tháp Neferirkare
Kim tự tháp Neferirkare, hay "Ba của Neferirkare", được xây dựng bởi pharaon Neferirkare Kakai - thường gọi là Neferirkare - vua thứ ba của Vương triều thứ năm của Ai Cập. Đây là kim tự tháp lớn nhất và cũng là kim tự tháp nằm ở vị trí cao nhất tại khu nghĩa trang Abusir. Kim tự tháp của Neferirkare đóng một vai trò quan trọng trong việc tìm ra cuộn giấy cói Abusir.
Kim tự tháp ban đầu được dự tính xây dựng theo cấu trúc bậc thang với 6 bậc. Tuy nhiên, vì một lý do nào đó, ngay sau khi xây xong bậc thứ nhất, các kiến trúc sư đã cho mở rộng kim tự tháp và chuyển xây theo mô hình một kim tự tháp hình chóp. Lõi của kim tự tháp mới này có 8 bậc, những bậc ở bên dưới được phủ một lớp đá granite trong khi những bậc trên lại không được như vậy. Ngày nay kim tự tháp chỉ còn lại 4 bậc, với chiều cao đo được là hơn 40 mét (trong khi chiều cao dự tính của nó lên đến 72,8 mét), các cạnh dài 105 mét và có độ nghiêng là 54°30'.
Đang trong quá trình xây dựng kim tự tháp thì Ngay cả tới khi Neferirkare Kakai băng hà, kim tự tháp của ông vẫn chưa được xây xong. Công việc này sau đó được hoàn thành bởi những người kế nhiệm và là con trai của Neferirkare, Neferefre và Nyuserre Ini. Tuy nhiên, những cấu trúc được xây dựng sau này được hoàn thành một cách khá vội vàng, vật liệu xây dựng cũng được chọn những thứ rẻ hơn.
Chính vì điều này mà kim tự tháp của Neferirkare lại thiếu đi 3 cấu trúc cơ bản của một phức hợp, đó là đền thung lũng, đường đắp cao và kim tự tháp vệ tinh. Phần móng của đền thung lũng và đường đắp cao của Neferirkare đã được hợp nhất với phức hợp của Nyuserre sau khi vị vua này tiếp quản công trình.
Xung quanh phức hợp của Neferirkare là những lăng mộ kim tự tháp của các thành viên trong hoàng gia, bao gồm phức hợp của Sahure (cha của Neferirkare), Neferefre, Nyuserre (2 người con trai của Neferirkare) và Khentkaus II (hoàng hậu chính thất của Neferirkare, mẹ của 2 vua kế nhiệm ông). Tất cả những công trình kể trên đều được hoàn thành dưới thời trị vì của Nyuserre.

## Lịch sử khảo cổ

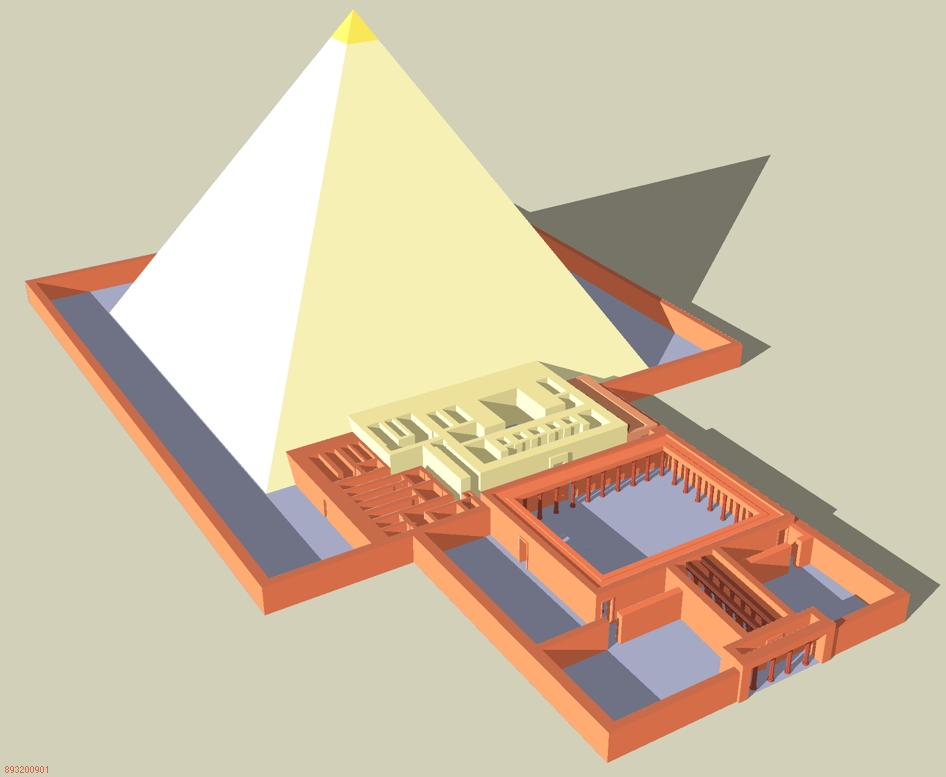
Mô hình phức hợp kim tự tháp của vua Neferirkare Kakai

Năm 1838, nhà Ai Cập học người Anh John Shae Perring đã tìm thấy lối vào các kim tự tháp của Sahure, Neferirkare và Nyuserre. 5 năm sau, Karl Richard Lepsius đã đánh số thứ tự cho kim tự tháp này là XXI. Năm 1902, nhà Ai Cập học người Đức Ludwig Borchardt đã tái khảo sát các kim tự tháp Abusir và phát hiện ra được sự thông nhau giữa các đền đài qua con đường đắp cao. Một nhóm các nhà khảo cổ đến từ Đại học Charles (Cộng hòa Séc) cũng tiến hành khai quật nơi này vào những năm 1960.

### Cuộn giấy cói Abusir
Một phát hiện quan trọng đó là việc tìm ra những mảnh giấy của cuộn giấy cói Abusir bên trong các phòng kho ở đền thờ tang lễ của Neferirkare. Theo nhà Ai Cập học người Pháp Nicolas Grimal, đây là cuộn giấy coi quan trọng nhất từ thời Cổ vương quốc.
Những mẩu giấy đầu tiên của cuộn giấy được phát hiện bởi những người đào lậu vào năm 1893 tại Abu Gorab, sau đó đem bán ra thị trường cổ vật. Nhà Ai Cập học người Đức Ludwig Borchardt cũng đã tìm ra thêm nhiều mẩu giấy khác từ nơi mà những tên đào lậu đã tìm được, trong khi nhà Ai Cập học người Pháp Paule Posener-Kriéger tìm thấy những mẩu khác ở bên trong đền thờ của vua Neferirkare.
Cuộn giấy này ghi lại những hoạt động cúng bái trong hoàng gia cũng như sự phân công nhiệm vụ của các tư tế, theo đó là sự kiểm kê những vật phẩm tế lễ trong các phòng kho tại các đền thờ. Nhiều phần của cuộn giấy này được tìm thấy tại phức hợp của vua Neferefre và hoàng hậu Khentkaus II.

## Cấu trúc phức hợp
Bao quanh phức hợp là một bức tường gạch bùn, mặc dù một số đoạn đã không còn nhìn thấy ngày nay. Và bởi vì không có một ngôi đền thung lũng nào được xây dựng nên một dãy nhà bằng gạch bùn được xây ở phía nam để dành cho các tư tế.

### Đền tang lễ

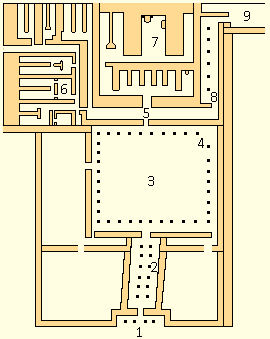
Sơ đồ ngôi đền tang lễ của Neferirkare

Ngôi đền tang lễ nằm ở mặt đông của kim tự tháp, chỉ được xây dựng sau khi Neferirkare qua đời bởi vua Neferefre và Nyuserre. Đường đắp cao của ngôi đền được nối thẳng đến khu phức hợp của Nyuserre. Phần được xây sớm nhất của ngôi đền là khu vực ở bên trong, được xây bằng đá vôi trên một nền đá nhỏ, bao gồm một sảnh dâng tế phẩm, một nhà nguyện với 5 hốc đặt tượng và các dãy phòng phụ. Trong khi khu vực bên trong được xây bằng đá, những phần còn lại của đền tang lễ lại được dựng bằng gạch bùn và gỗ, những vật liệu rẻ tiền và nhanh chóng hư hỏng. Điều này dẫn đến phần lớn ngôi đền bị xói mòn, mục rữa trước mưa và gió, nơi mà đáng lý ra phải xây bằng đá sẽ tạo độ vững chắc hơn.
Hàng lang dẫn vào đền và khu vực tiền sảnh được xây bằng gạch bùn trên nền đất sét, được dựng rất nhiều các trụ cột bằng gỗ, được trang trí theo hình dạng một búp sen. Tiền sảnh có tổng cộng 37 cây cột nhưng chúng không đối xứng nhau. Nhà nghiên cứu Herbert Ricke cho rằng, một số cột đã bị hủy hoại sau một trận hỏa hoạn và đã được bỏ đi, dựa theo một đoạn trong cuộn giấy cói Abusir.
Nhiều mảnh vỡ của các phù điêu được tìm thấy rải rác trong khu vực đền thờ. Trong những gì tìm được, một khối gạch bằng đá vôi được xem là rất quan trọng trong việc lập phả hệ hoàng gia của thời này. Viên gạch này không được tìm thấy tại khu phức hợp mà nó là một phần của tàn tích một ngôi nhà tại Abusir, trên đó khắc tên và hình ảnh của vua Neferirkare cùng chính thất Khentkaus II và con trai cả, vua Neferefre.
Ngoài 5 pho tượng đá được đặt trong 5 hốc tại nhà nguyện, cuộn giấy cói còn nhắc đến bốn con thuyền đưa tang của nhà vua được chôn trong khu phức hợp này. Theo đó, các nhà khảo cổ đã tìm được hai con thuyền nằm trong những phòng kho đã được niêm ấn, hai con thuyền còn lại nằm ở 2 phía bắc-nam của khu vực sân trong của kim tự tháp.

### Kim tự tháp

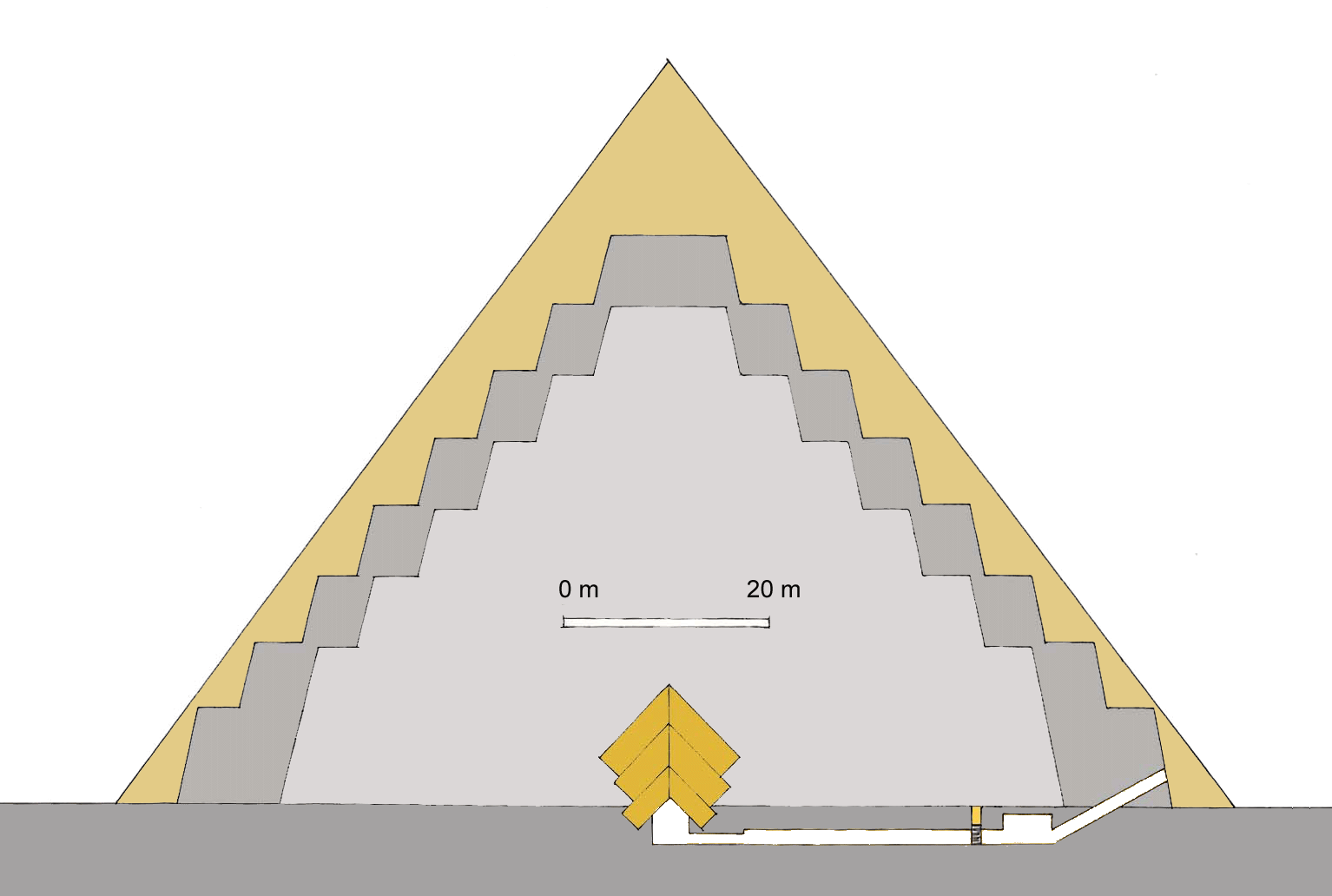
Mặt cắt của kim tự tháp. Màu xám nhạt: 6 bậc ban đầu của kim tự tháp bậc thang. Màu xám đậm: Lõi 8 bậc sau khi chuyển sang kim tự tháp chóp nhọn. Màu vàng: Lớp phủ ngoài bằng đá granite

Bậc đầu tiên của kim tự tháp được xây bằng gạch đá vôi xám đậm, trong khi các bậc trên được làm với loại gạch nhỏ hơn, được kết dính với nhau bởi lớp vữa được trộn từ đất sét và cát.
Lối vào kim tự tháp nằm ở mặt bắc, nối với một hành lang xây bằng đá vôi dài 4 mét dẫn xuống một tiền sảnh cách kim tự tháp 2,5 mét. Từ đây, đi một đoạn nữa sẽ gặp một cửa chặn bằng đá granite. Hành lang thứ hai sau đó chia làm 2 ngả rẽ, nhưng đều quay về phòng ngoài ở phía đông, thông với phòng chôn cất.
Cả phòng ngoài lẫn phòng chôn cất đều có 3 lớp mái hình chữ V được làm từ đá vôi. Cả hai phòng đều có cùng chiều rộng nhưng phòng ngoài vẫn ngắn hơn phòng chôn cất; không có một lớp vôi phủ nào được tìm thấy. Nhiều viên gạch trong phòng đã bị lấy đi bởi những tên trộm mộ, khiến cho các chuyên gần như là không xác định được cách bố trí của nó.
Các nhà khảo cổ vẫn không phát hiện một dấu hiệu nào là nhà vua đã được chôn tại đây, bởi vì không tìm thấy xác ướp hay cỗ quan tài nào cả. Phòng chôn cất đã bị hư hỏng hoàn toàn, chịu chung số phận như bao kim tự tháp khác, vì thế cuộc khai quật không thể tiếp tục được thêm.

## Các lăng mộ hoàng gia

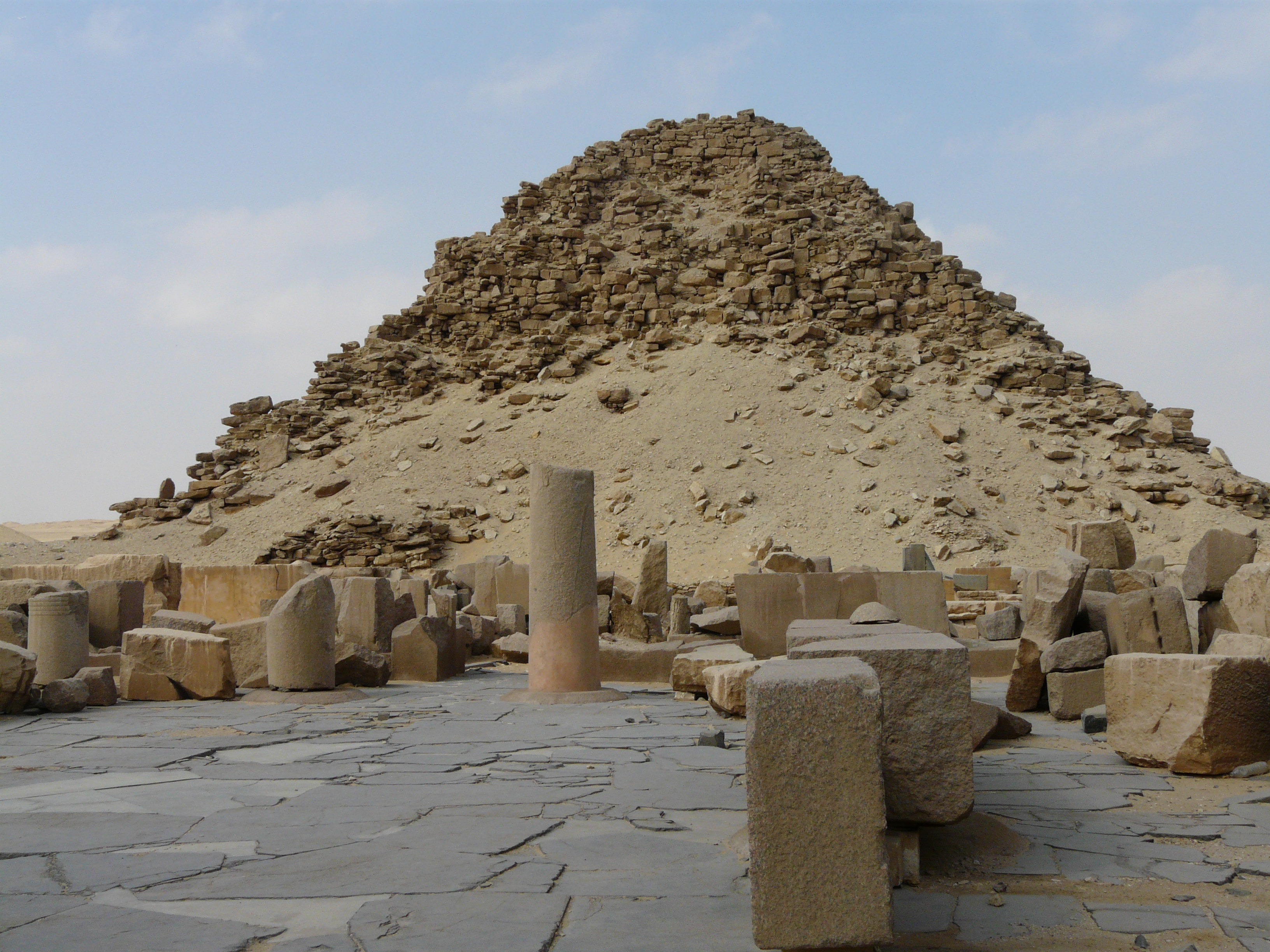
Kim tự tháp của vua Sahure

### Kim tự tháp của Sahure
Kim tự tháp này được xây cho pharaon Sahure, cha của Neferirkare, là kim tự tháp đầu tiên được xây tại nghĩa trang Abusir. Nó có tên là "Sự tái sinh của linh hồn Ba của Sahure". Kim tự tháp này cao 48 mét, các cạnh dài khoảng 78,5 mét và dốc khoảng 50°. Cả phòng mộ lẫn phòng ngoài của kim tự tháp đều bị thiệt hại nghiêm trọng, và trong đống tàn dư đó, chỉ tìm được đúng một mảnh vỡ của cỗ quan tài bằng đá bazan.
Cả hai nhà khảo cổ Maragioglio và Rinaldi đã không dám trò chuyện với nhau trong lúc khai quật bên dưới đó vì họ sợ rằng tiếng vang sẽ làm căn phòng sụp đổ bất cứ lúc nào.

### Kim tự tháp của Neferefre
Đây là một kim tự tháp chưa được hoàn thành của pharaon Neferefre, con trai cả của Neferirkare. Neferefre qua đời khi còn rất trẻ, chỉ mới hơn 20 tuổi, và vì thế kim tự tháp của ông nhanh chóng được xây thành một ngôi mộ mastaba. Việc này được thực hiện dưới triều vua Shepseskare và Neferirkare. Ngôi mộ của ông được gọi là "Uy quyền thiêng liêng của Neferefre".

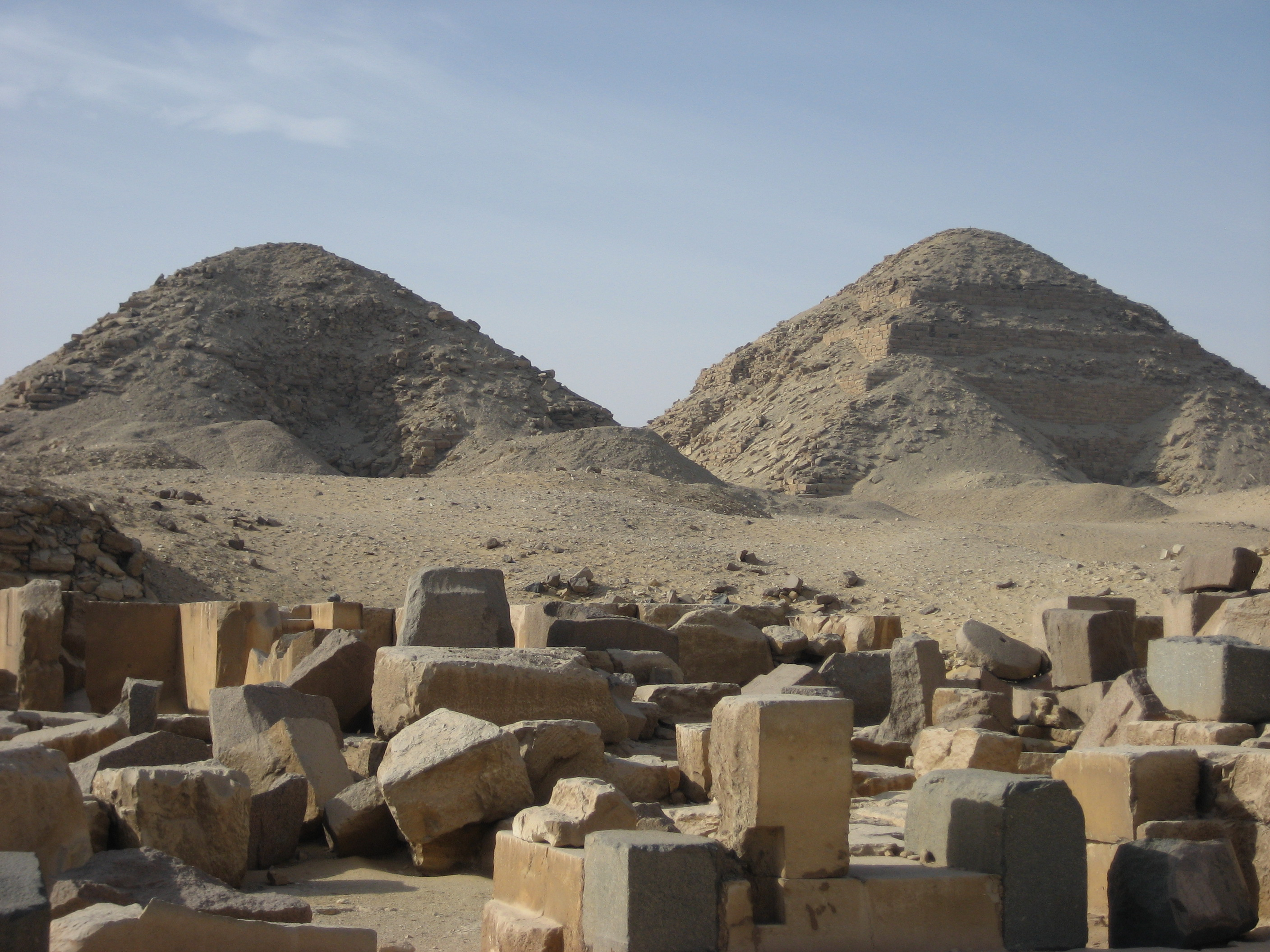
Kim tự tháp của Nyuserre Ini (trái) và Neferirkare Kakai (phải)

### Kim tự tháp của Nyuserre
Tên gọi của phức hợp kim tự tháp này là "Nơi ở vĩnh hằng của Nyuserre", là lăng mộ của pharaon Nyuserre Ini, con trai thứ hai của Neferirkare. Kim tự tháp của ông nằm giữa phức hợp kim tự tháp của ông nội và cha. Điều này đã cho phép Nyuserre nối con đường đắp cao còn đang dang dở của Neferirkare vào phức hợp của mình, nhưng phần đất xây dựng của Nyuserre bị thu hẹp đi khá nhiều.

### Kim tự tháp của Khentkaus II
Kim tự tháp này ban đầu được cho là một mastaba thông thường do cấu trúc đã bị đổ nát của nó. Mãi đến những năm 1970, nhóm nghiên cứu đến từ Cộng hòa Séc mới xác định rằng, đây là một lăng mộ kim tự tháp của vợ vua Neferirkare, Khentkaus II. Khentkaus được chứng thực là vị hôn phối của Neferirkare dựa vào một khối đá vôi tại khu phức hợp của ông. Bà cũng xuất hiện nhiều trên những bức phù điêu cùng với các thành viên hoàng gia trên mộ của con trai là Neferefre.